# Goalball

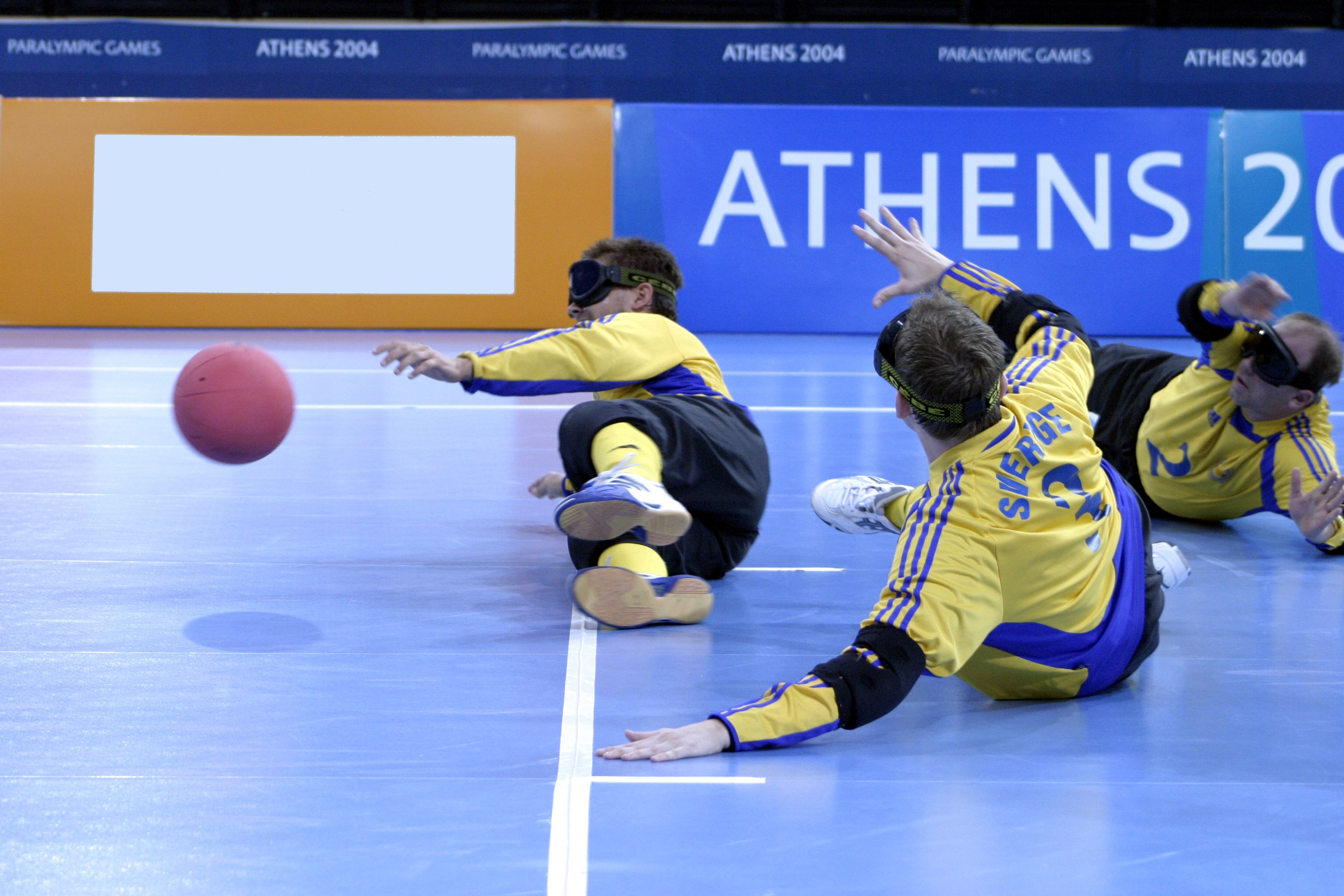
Goalballspieler in Aktion

Goalball ist die weltweit beliebteste Ballsportart für Menschen mit Sehbehinderung und bereits seit 1976 paralympisch. Das Ziel des Spiels besteht darin, einen 1250 g schweren Klingelball in das gegnerische Tor zu werfen. Dabei stehen sich die beiden Mannschaften, die aus jeweils drei Spielern bestehen, auf einem 9 m × 18 m großen Spielfeld gegenüber. Die Tore sind jeweils 9 m breit und 1,3 m hoch. Die Spielfeldgröße entspricht einem Volleyball-Spielfeld.

## Spielverlauf

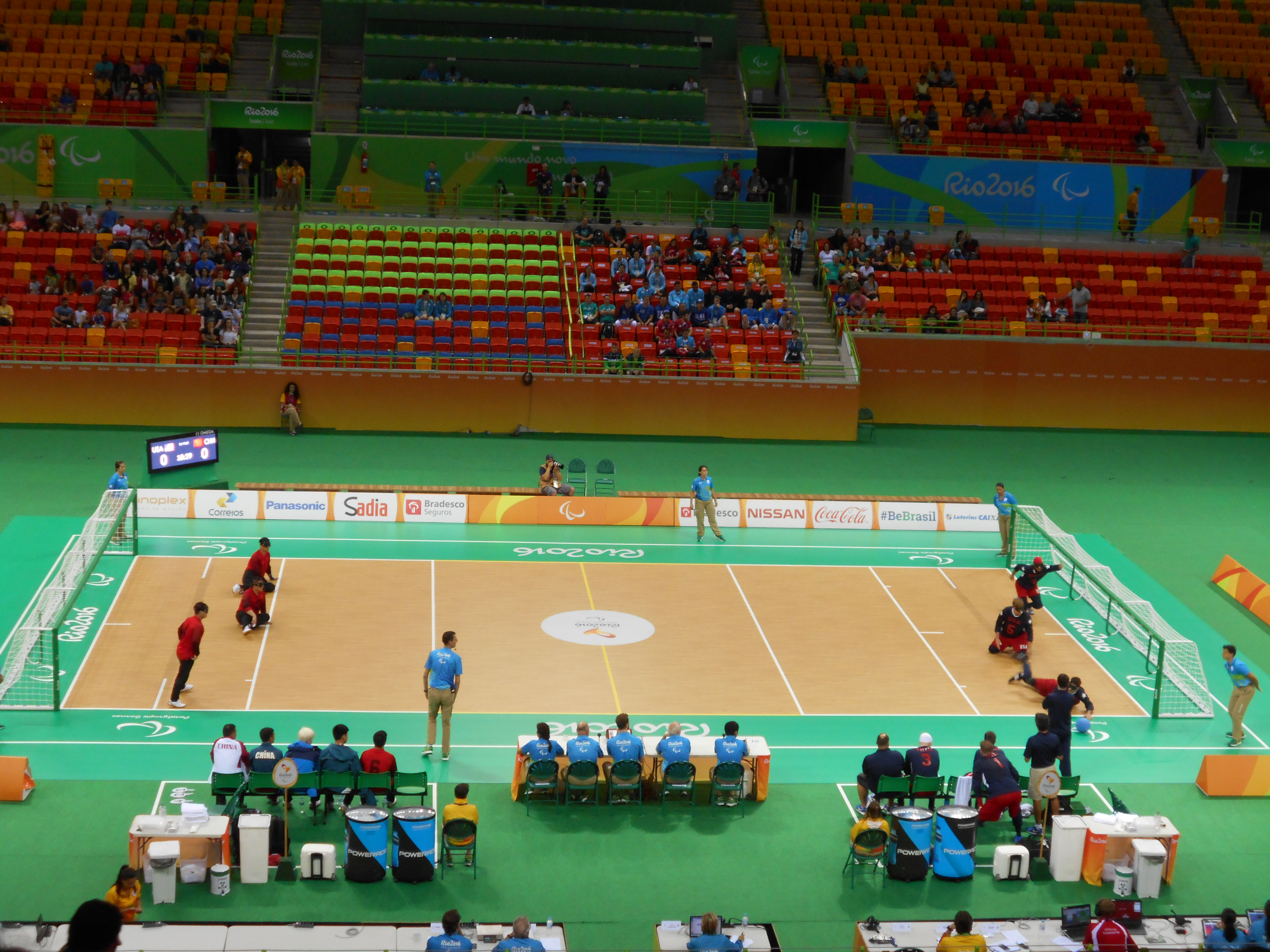
Spielfeld

Ein Spiel dauert 2 × 12 Minuten. Alle Spieler auf dem Feld tragen zur Chancengleichheit lichtundurchlässige Brillen. In einem Spiel können bis zu vier Auswechslungen und Timeouts genommen werden. Der Hartgummiball, in dessen Innerem Glöckchen zur akustischen Wahrnehmung sind, muss flach über den Boden geworfen werden. Führt eine Mannschaft im Verlauf des Spiels mit zehn Toren Vorsprung, wird das Spiel sofort beendet. Ein Team besteht aus maximal sechs Spielern.
Im Spielverlauf kann es zu Strafwürfen kommen, sogenannten „Penalties“. Diese sind vergleichbar mit einem Elfmeter im Fußball. Für einen Wurf muss ein Spieler der verursachenden Mannschaft das 9 Meter breite Tor alleine verteidigen.

## Strafsituationen
Für folgende Strafsituationen können Strafwürfe (Penalties) vergeben werden:
| High Ball               | Ein Spieler wirft den Ball so, dass er in der eigenen Landezone den Boden nicht berührt.                                                                  |
| Long Ball               | Ein Spieler wirft den Ball so, dass er in der neutralen Zone den Boden nicht berührt.                                                                     |
| Brille                  | Ein Spieler berührt, ohne den Schiedsrichter zu fragen, seine Dunkelbrille.                                                                               |
| Illegales Abwehren      | Ein Spieler wehrt den Ball ab und liegt dabei im neutralen Felddrittel.                                                                                   |
| Spielverzögerung        | Ein Spieler ist zu Beginn noch nicht spielbereit oder wird während des Spiels von den Offiziellen neu orientiert. Spielverzögerungen durch die Begleiter. |
| Unsportliches Verhalten | Kann von den Schiedsrichtern mit einer Penalty-Strafe oder dem Ausschluss vom Spiel bestraft werden.                                                      |
| Langer Ballkontakt      | Ein Team benötigt ab dem 1. Ballkontakt länger als 10 Sekunden, bis der Wurf der Mannschaft die Mittellinie überquert hat.                                |
| Geräusche               | Ein Spieler der angreifenden Mannschaft verursacht während des Wurfs Lärm.                                                                                |
| Coaching                | Der Trainer kommuniziert mit seinen Spielern, obwohl das Spiel nicht unterbrochen ist.                                                                    |

## Verbreitung
Goalball ist weltweit die am weitesten verbreitete Ballsportart für Menschen mit Sehbehinderung. Aufgrund der großen Zahl an Goalball spielenden Nationen ist Europa in einen A-, B- und C-Pool von jeweils mindestens zehn Teams eingeteilt. Alle zwei Jahre finden die jeweiligen Europameisterschaften statt, bei denen die drei besten Mannschaften in den jeweils höheren Pool auf- und die letzten drei Mannschaften in den unteren Pool absteigen. Die Weltmeisterschaften im Goalball finden alle vier Jahre statt. Zudem ist Goalball seit 1976 paralympisch und seither bei allen Paralympics vertreten gewesen.

## Geschichte
Dieser Sport wurde vom Österreicher Hans Lorenzen und dem Deutschen Sepp Reindle für Kriegsinvalide entwickelt und zum ersten Mal 1946 gespielt.
Goalball wurde, nachdem es zuvor 1972 in Heidelberg Demonstrationssportart war, bei den Paralympischen Spielen 1976 in Toronto in das paralympische Programm aufgenommen. Zuerst wurden nur Wettbewerbe für Herren ausgetragen, ab 1984 kamen auch Wettbewerbe für Damen hinzu. Goalball ist im Gegensatz zu Torball paralympisch, weil es auf der Welt weiter verbreitet und zudem die ältere Sportart ist.
Die erste Goalballweltmeisterschaft fand 1978 in Österreich statt. Auch hier wurde zuerst nur von Herrenmannschaften gespielt. Seit den zweiten Weltmeisterschaften 1982 nehmen auch Damenmannschaften teil. Goalballweltmeisterschaften werden alle vier Jahre ausgetragen. Bei den Herren ist Brasilien amtierender Paralympicssieger (2021, aufgrund der Corona-Krise um ein Jahr verschoben). Brasilien konnte sich 2014 zum Weltmeister krönen und die Türkei wurde 2015 Europameister.  Die Europameisterschaft 2019 gewann das deutsche Team. Bei den Damen holte Japan Gold in London, die USA wurden 2014 Weltmeister und die Türkei gewann 2015 die Europameisterschaft.

## Goalball in Deutschland
In Deutschland ist Goalball unter dem Dach des DBS organisiert und wird hauptsächlich in Blindenschulen und Vereinen für Menschen mit Sehbehinderungen gespielt. Das sportliche Zentrum liegt in Marburg. Dort befindet sich auch der bisher einzige Paralympische Stützpunkt für Goalball in Deutschland; im Jahr 2021 wurde auch in Rostock ein Bundesstützpunkt eröffnet. Der aktuelle deutsche Rekordmeister ist die SSG Blista Marburg. Seit dem Jahr 2014 werden die nationalen Titelkämpfe in der Goalball-Bundesliga ausgetragen.
Jährlich werden zudem, zumeist im Herbst, die deutschen U19-Meisterschaften ausgetragen. Hier spielen die Nachwuchsteams um den U19-Titel. Zudem ist Goalball seit dem Jahr 2013 Teil vom Frühjahrsfinale bei „Jugend trainiert für Paralympics“ in Berlin.
Die deutsche Männernationalmannschaft konnte sich für die Paralympics in Rio 2016 und 2021 in Tokio qualifizieren. Trainiert werden sie von Stefan Weil (Marburg). Die Damennationalmannschaft wird von Jessica Bahr (Ilvesheim) trainiert. Die deutsche Frauennationalmannschaft wurde Paralympicssieger 1996.

## Paralympics
| Jahr | Gastgeber                       | Paralympics Männer  | Paralympics Männer  | Paralympics Männer | Paralympics Männer |
| Jahr | Gastgeber                       | 1. Platz            | 2. Platz            | 3. Platz           |                    |
| ---- | ------------------------------- | ------------------- | ------------------- | ------------------ | ------------------ |
| 1976 | Toronto (Kanada)                | Österreich          | Deutschland         | Dänemark           |                    |
| 1980 | Arnhem (Niederlande)            | Deutschland         | Vereinigte Staaten  | Niederlande        |                    |
| 1984 | New York (USA)                  | Vereinigte Staaten  | Ägypten             | Jugoslawien        |                    |
| 1988 | Seoul (Südkorea)                | Jugoslawien         | Vereinigte Staaten  | Ägypten            |                    |
| 1992 | Barcelona (Spanien)             | Italien             | Finnland            | Ägypten            |                    |
| 1996 | Atlanta (USA)                   | Finnland            | Kanada              | Spanien            |                    |
| 2000 | Sydney (Australien)             | Dänemark            | Litauen             | Schweden           |                    |
| 2004 | Athen (Griechenland)            | Dänemark            | Schweden            | Vereinigte Staaten |                    |
| 2008 | Peking (China)                  | Volksrepublik China | Litauen             | Schweden           |                    |
| 2012 | London (Vereinigtes Königreich) | Finnland            | Brasilien           | Türkei             |                    |
| 2016 | Rio de Janeiro (Brasilien)      | Litauen             | Vereinigte Staaten  | Brasilien          |                    |
| 2020 | Tokio (Japan)                   | Brasilien           | Volksrepublik China | Litauen            |                    |

| Jahr | Gastgeber                       | Paralympics Frauen | Paralympics Frauen  | Paralympics Frauen | Paralympics Frauen |
| Jahr | Gastgeber                       | 1. Platz           | 2. Platz            | 3. Platz           |                    |
| ---- | ------------------------------- | ------------------ | ------------------- | ------------------ | ------------------ |
| 1984 | New York (USA)                  | Vereinigte Staaten | Kanada              | Dänemark           |                    |
| 1988 | Seoul (Südkorea)                | Dänemark           | Vereinigte Staaten  | Kanada             |                    |
| 1992 | Barcelona (Spanien)             | Finnland           | Dänemark            | Kanada             |                    |
| 1996 | Atlanta (USA)                   | Deutschland        | Finnland            | Vereinigte Staaten |                    |
| 2000 | Sydney (Australien)             | Kanada             | Spanien             | Schweden           |                    |
| 2004 | Athen (Griechenland)            | Kanada             | Vereinigte Staaten  | Japan              |                    |
| 2008 | Peking (China)                  | Vereinigte Staaten | Volksrepublik China | Dänemark           |                    |
| 2012 | London (Vereinigtes Königreich) | Japan              | Volksrepublik China | Schweden           |                    |
| 2016 | Rio de Janeiro (Brasilien)      | Türkei             | Volksrepublik China | Vereinigte Staaten |                    |
| 2020 | Tokio (Japan)                   | Türkei             | Vereinigte Staaten  | Japan              |                    |